# Héctor Puebla
Héctor Puebla Saavedra (né le 10 juillet 1955 à La Ligua au Chili), est un joueur de football international chilien, qui évoluait au poste de milieu de terrain.

## Biographie

### Carrière en sélection
Avec l'équipe du Chili, il dispute 35 matchs (pour un but inscrit) entre 1984 et 1990. 
Il figure notamment dans le groupe des sélectionnés lors des Copa América de 1987 et de 1989.

## Palmarès
| Cobreloa - Championnat du Chili (5) : - Champion : 1980, 1982, 1985, 1988 et 1992. - Copa Libertadores : - Finaliste : 1981 et 1982. |  | Chili - Copa América : - Finaliste : 1987. |